# Останній з Сабудара
«Останній з Сабудара» — радянський комедійний художній фільм, знятий в 1958 році на кіностудії «Грузія-фільм».

## Сюжет
Молодий хлопець живе в гірській грузинському селі Сабудара. Йому подобається жити на рідній землі, поруч зі своїм батьком — Сачіно, майстром гончарної справи. Але одного разу він дізнається, що родина дівчини, в яку він закоханий, їде в Кутаїсі. І тоді він вирішує втекти з дому вслід за нею.

## У ролях
- Белла Міріанашвілі — Теброле
- Імеда Кахіані — Гогіта Квернадзе
- Григорій Ткабладзе — Сачіно Квернадзе, гончар, батько Гогіти
- Зураб Лаферадзе — Георгій Габатадзе, старший майстер на автомобільному заводі
- Гіві Тохадзе — Ушангі, односелянин Гогіти
- Акакій Кванталіані — регістратор в гуртожитку
- Такайшвілі Сесиль — Елпіте
- Йосип Лагідзе — Валіко, односелянин Гогіти, шофер
- Іпполіт Хвічія — Алмасхан, чоловік Елпіте
- Мака Махарадзе — Мацацо, маленька сестра Гогіти
- Нодар Мгалоблішвілі — сусід Гогіти в гуртожитку, робітник
- Капітон Абесадзе — епізод
- Нодар Піранішвілі — сусід Гогіти в гуртожитку, робітник
- Мері Канделакі — Ніно
- Шалва Хонелі — сусід Алмасхана
- Маріам Мдівані — епізод
- Лія Сараджишвілі — епізод
- Валентин Донгузашвілі — епізод
- Ерастій Біланішвілі — епізод
- В. Мардалеїшвілі — епізод
- Карло Саканделидзе — робітник
- Єремія Сванадзе — епізод
- Далі Гогеліані — епізод

## Знімальна група
- Режисер — Шота Манагадзе
- Сценарист — Георгій Мдівані
- Оператор — Георгій Челідзе
- Композитор — Реваз Лагідзе
- Художники — Зураб Медзмаріашвілі, Тетяна Кримковська